# María Enriqueta Betnaza
María Enriqueta Betnaza de Moneta (Coronel Suárez, 8 de mayo de 1906 - Buenos Aires, 10 de enero de 2005) fue una poetisa argentina.

## Biografía
Hija de Enrique Betnaza, heredó el casco El Huáscar en General Lamadrid.
Publicó su primer poemario Rosas del alba cuando tenía 15 años. En 1927 publicó La fiesta de los sueños, que los críticos de la época valoraron positivamente.
También se dedicó a la música y fue concertista de piano en el Conservatorio de Alberto Williams. En 1991, la ciudad de Coronel Suárez le rindió homenaje poniéndole su nombre a una calle. 
Colaboró con la revista Caras y Caretas, El Hogar, Fray Mocho, Para Ti, Revista de Derecho, Historia y Letras, entre otras publicaciones periódicas de la época.

## Premios
- Primer Premio, Concurso de poesía Alfonsina Storni de la Biblioteca del Consejo de Mujeres.
- Primer Premio Elisa Gorostiaga de Aguilar, Fiesta del Libro (1935).
- Primer premio del Conservatorio de Buenos Aires (1935).